# Největší showman
Největší showman (v anglickém originále The Greatest Showman) je americký životopisný dramatický muzikálový film z roku 2017. Režie se ujal Michael Gracey a scénáře Jenny Bicks a Bill Condon. Ve snímku hrají hlavní role Hugh Jackman, Zac Efron, Michelle Williamsová, Rebecca Fergusonová a Zendaya. Snímek vypráví příběh Phinease Taylor Barnuma, zakladatele cirkusu Ringling Bros. and Barnum & Bailey.
Film měl premiéru 25. prosince 2017 ve Spojených státech amerických a 28. prosince 2017 v České republice.

## Obsazení
- Hugh Jackman jako P. T. Barnum
  - Ellis Rubin jako mladý P. T. Barnum
- Zac Efron jako Phillip Carlyle
- Michelle Williamsová jako Charity Barnum
  - Skylar Dunn jako mladá Charity
- Rebecca Fergusonová jako Jenny Lind
- Zendaya jako Anne Wheeler
- Keala Settle jako Lettie Lutz (vousatá dáma)
- Paul Sparks jako James Gordon Bennett
- Diahann Carroll jako Joice Heth
- Yahya Abdul-Mateen II jako WD Wheeler
- Natasha Liu Bordizzo jako Deng Yan
- Austyn Johnson jako Caroline Barnum
- Cameron Seely jako Helen Barnum
- Fredric Lehne jako Mr. Hallet
- Sam Humphrey jako Charles Stratton/ Generál Tom Thumb (trpasličí muž)
- Shannon Holtzapffel jako Prince Constantine (Tetovaný muž)
- Luciano Acuna Jr. jako Fedor Jeftichew/Jo-Jo Dog Faced boy
- Will Swenson jako Philo Barnum
- Gayle Rankin jako královna Viktorie
- Yusaku Komori a Danial Son jako Chang a Eng Bunkerovi (siamská dvojčata)
- Daniel Everidge jako Lord of Leeds (tlustý muž)
- Radu Spinghel jako O'Clancy (Irský Obr)
- Jonathan Redavid jako Frank Lentini (třínohý muž)
- Timothy Hughes jako Strong Man (nejsilnejší muž)
- Eric Anderson jako Mr. O'Malley
- Martha Nichols jako Woman in Gold
- Alex Wong jako Ensemble Dancer #1
- Khasan Brailsford jako Ensemble Dancer #2
- Christina Glur jako Ensemble Dancer #3
- Caoife Coleman jako Albínské dvojče #1
- Mishay Petronelle jako Albínské dvojče #2
- Brando Speach jako balerína

## Produkce
Poprvé bylo v roce 2009 zmíněno, že Hugh Jackman si v projektu zahraje hlavní roli. V srpnu roku 2011 společnost FOX najala režiséra Michaela Gracey. Původně snímek neměl obsahovat žádné skladby ani taneční čísla, měl být pouze životopisný, ale po návrhu Graceyho se snímek předělal na muzikál.
Role Jenny Lind byla původně psaná pro Anne Hathawayovou, ale do role byla nakonec obsazena Rebecca Fergusonová. V červnu roku 2016 bylo oznámeno, že Zac Efron si ve filmu zahraje a o měsíc později byla k obsazení připojena Michelle Williamsová.

### Natáčení
Natáčení bylo zahájeno v říjnu 2016 v New Yorku.

## Hudba

### Hudební čísla
Benj Pasek a Justin Paul složili písničky, které zazněly ve filmu.
1. „The Greatest Show“ – Hugh Jackman
2. „A Million Dreams“ – Ziv Zaifman, Hugh Jackman, Michelle Williamsová
3. „A Million Dreams“ (Reprise) – Austyn Johnson, Cameron Seely, Jackman
4. „Come Alive“ – Jackman, Keala Settle, Daniel Everidge, Zendaya
5. „The Other Side“ – Jackman & Zac Efron
6. „Never Enough“ – Loren Allred
7. „This Is Me“ – Settle
8. „Rewrite the Stars“ – Efron & Zendaya
9. „Tightrope“ – Williams
10. „Never Enough“ (Reprise) – Allred
11. „From Now On“ – Jackman
12. „The Greatest Show“ – Jackman, Settle, Efron, Zendaya

### The Greatest Showman: Reimagined
Dne 16. listopadu 2018 bylo vydáno album The Greatest Showman: Reimagined, na kterém se objevily skladby z filmu, přezpívané známými zpěváky.
- „The Greatest Show“ – Panic! at the Disco
- „A Million Dreams“ – Pink
- „A Million Dreams“ (Reprise) – Willow Sage Hart
- „Come Alive“ – Years & Years a Jess Glynne
- „The Other Side“ – MAX a Ty Dolla Sign
- „Never Enough“ – Kelly Clarkson
- „This Is Me“ – Keala Settle, Kesha a Missy Elliott
- „Rewrite the Stars“ – James Arthur a Anne-Marie
- „Tightrope“ – Sara Bareilles
- „From Now On“ – Zac Brown Band
- „The Greatest Show“ – Pentatonix
- „Come Alive“ – Craig David
- „This Is Me“ – Kesha

## Vydání
Původně měl mít snímek premiéru 25. prosince 2016, ale ta byla posunuta o rok později, aby se vyhnul kolizi se snímkem La La Land.

### Ocenění a nominace
| Ocenění                                               | Datum ceremoniálu | Kategorie                                           | Nominovaný       | Výsledek  |
| ----------------------------------------------------- | ----------------- | --------------------------------------------------- | ---------------- | --------- |
| AACTA International Awards                            | 5. ledna 2018     | Nejlepší herec v hlavní roli                        | Hugh Jackman     | nominace  |
| Casting Society of America Awards                     |                   | Nejlepší casting –velkorozpočtový film – komedie    | Největší showman | vítězství |
| Costume Designers Guild Awards                        |                   | Nejlepší kostýmy – periodický film                  | Největší showman | nominace  |
| Denver Film Critics Society                           | 15. ledna 2018    | Nejlepší filmová píseň                              | „This Is Me“     | nominace  |
| Dorian Awards                                         |                   | Nejlepší flick roku                                 | Největší showman | nominace  |
| Heartland Film                                        |                   | Opravdu dojemný příběh                              | Největší showman | vítězství |
| Hollywood Makeup Artist and Hair Stylist Guild Awards |                   | Nejlepší masky – periodický film                    | Největší showman | nominace  |
| Motion Picture Sound Editors Awards                   |                   | Nejlepší zvuk – film (muzikál)                      | Největší showman | nominace  |
| Oscar                                                 | 4. března 2018    | Nejlepší filmová píseň                              | „This Is Me“     | nominace  |
| Zlatý glóbus                                          | 7. ledna 2018     | Nejlepší film (komedie nebo muzikál)                | Největší showman | nominace  |
| Zlatý glóbus                                          | 7. ledna 2018     | Nejlepší herec v hlavní roli (komedie nebo muzikál) | Hugh Jackman     | nominace  |
| Zlatý glóbus                                          | 7. ledna 2018     | Nejlepší filmová píseň                              | „This Is Me“     | vítězství |